# تارانتلا

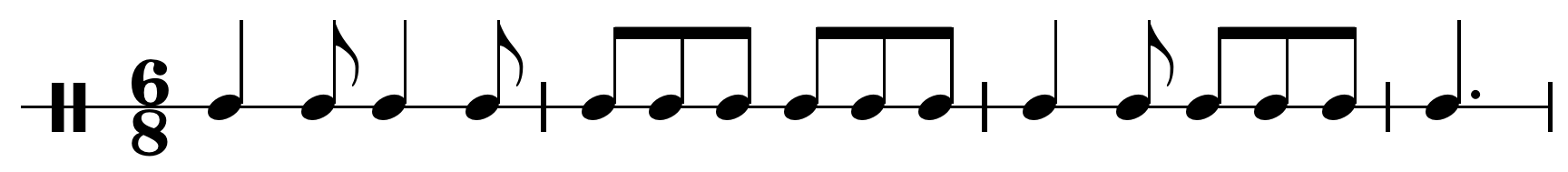
ریتم تارانتلا.

قطعه سنتی ایتالیایی تارانتلا (تلفظ ایتالیایی: [taranˈtɛlla]) از موسیقی‌های فولک ایتالیا است که در مراسم ازدواج همراه با رقص گروهی اجرا می‌شود. اجرای قطعه به صورت سریع و با ریتم بالا و پایین همراه است. تارانتلا معروف‌ترین موسیقی در جنوب ایتالیاست.